# In de huid van...
In de huid van... was een Nederlands talentenjachtprogramma van Talpa gepresenteerd door Winston Gerschtanowitz.
In dit televisieprogramma krijgen de kandidaten de kans om in de huid van een bekende zanger of zangeres te stappen. Elke week gaat een kandidaat door naar de finale waar de winnaar 50.000 euro kan winnen.